# El Pinabeto
El Pinabeto är en ort i Mexiko.   Den ligger i kommunen Rayón och delstaten Chiapas, i den sydöstra delen av landet, 700 km öster om huvudstaden Mexico City. El Pinabeto ligger 2 007 meter över havet och antalet invånare är 673.
Terrängen runt El Pinabeto är kuperad åt sydväst, men åt nordost är den bergig. El Pinabeto ligger uppe på en höjd. Runt El Pinabeto är det ganska tätbefolkat, med 86 invånare per kvadratkilometer. Närmaste större samhälle är Rincón Chamula, 2,1 km öster om El Pinabeto. I omgivningarna runt El Pinabeto växer i huvudsak städsegrön lövskog.